# Wahe Tamrazjan
Wahe Tamrazjan (orm. Վահե Թամրազյան; ur. 4 lipca 1992) – ormiański zapaśnik walczący w stylu wolnym. Zajął ósme miejsce na mistrzostwach Europy w 2017. Dziesiąty w Pucharze Świata w 2014. Wicemistrz Europy juniorów w 2011 roku.